# Aeroporto di Astana
L'Aeroporto di Astana (IATA: NQZ, ICAO: UACC), intitolato a Nursultan Nazarbaev (in kazako Нұрсұлтан Назарбаев халықаралық әуежайы), è un aeroporto internazionale situato ad Astana, capitale del Kazakistan, circa 12 km a sud-est del centro città, nel distretto di Yesil.
L'aeroporto è il secondo più trafficato del Kazakistan e di tutta l'Asia centrale, dopo quello di Almaty, con un traffico di 5 099 391 passeggeri nel 2019.
Aperto nel 1931 come Aeroporto di Akmolinsk (primo nome della città di Astana), ha assunto nel tempo diverse denominazioni seguendo quelle della città: nel 1961 assunse il nome di Aeroporto di Celinograd o Tselinograd (da cui il precedente codice IATA TSE) e nel 1998 quello di Aeroporto di Astana, prima di essere intitolato nel 2019 al presidente uscente Nursultan Nazarbaev. L'8 giugno 2020 l'aeroporto cambiò anche il proprio codice IATA in NQZ: come spiegato dall'autore Altai Abibullayev, la prima lettera richiama sia il precedente nome della capitale (Nur-Sultan, utilizzato dal 2019 al 2022, prima di tornare a chiamarsi Astana) sia quello del presidente a cui è intitolato, mentre "Qz" richiama Qazaqstan, il nome del Paese scritto con l'alfabeto latino di possibile prossima approvazione.
L'aeroporto è dotato di una pista e di due terminal passeggeri adiacenti: il terminal internazionale T1 è stato costruito in occasione di Expo 2017 Astana, Kazakhstan, mentre il terminal 2, disegnato dall'architetto giapponese Kishō Kurokawa, è destinato ai voli nazionali.